# Valderrama Golf Club
Der Club de Golf Valderrama ist einer der bekanntesten Golfplätze in Europa. Er liegt im Luxusresort Sotogrande in der Stadt San Roque in der autonomen Gemeinschaft Andalusien in Südspanien, nur wenig von Gibraltar entfernt und war bis 2008 traditioneller Austragungsort der Volvo Masters, dem hochdotierten Abschlussturnier der PGA European Tour. Seit 2010 wird stattdessen das Andalucía Masters veranstaltet.

## Geschichte
Valderrama wurde 1974 nach den Plänen des führenden US-amerikanischen Golfplatz-Architekten Robert Trent Jones Sr gebaut. Ursprünglich hieß die Anlage Sotogrande New und Las Aves. 1984 bekam der Platz einen neuen Besitzer, Jaime Ortiz-Patiño, und wurde unter Aufsicht von Robert Trent Jones erweitert. Im Jahre 1999 wurde der Valderrama Golf Club vom Magazin Golf World zur Nummer 1 in Kontinentaleuropa erklärt.
Das 4. Loch, La Cascada, wird zwar als das Signatur-Loch des Kurses bezeichnet, berühmter und berüchtigter ist jedoch das 17. Loch, ein Par 5, mit einem stark ondulierten, pfeilschnellen und zum davor liegenden Wasserhindernis abfallenden Grün. Sogar Tiger Woods puttete hier einmal seinen Ball vom Grün ins Wasser – so geschehen beim Ryder Cup 1997. Andererseits gelang dem Spanier Miguel Angel Jiménez dort 1994 beim Volvo Masters sein legendärer Albatros (er lochte mit dem zweiten Schlag aus über 200 Metern ein). Am 17. Abschlag findet sich eine Gedenktafel zur Erinnerung an dieses Ereignis. Dreizehn Jahre später gelang Graeme McDowell beim Volvo Masters 2007 das gleiche Kunststück.

## Turniere in Valderrama
- Ryder Cup: 1997
- WGC-American Express Championship: 1999, 2000
- Volvo Masters: 1988–1996 und 2002–2008
- Andalucía Masters: seit 2010